# Động mạch cảnh
Động mạch cảnh có thể là:
- Động mạch cảnh chung, động mạch nằm ở hai bên cổ, sau đó phân chia thành động mạch cảnh ngoài và động mạch cảnh trong
- Động mạch cảnh ngoài, động mạch nằm ở hai bên đầu và cổ, cung cấp máu cho mặt, da đầu, hộp sọ, cổ và màng não
- Động mạch cảnh trong, động mạch nằm ở hai bên đầu và cổ, cung cấp máu cho não